# Diopsiulus sjoestedti
Diopsiulus sjoestedti är en mångfotingart som beskrevs av Carl Graf Attems 1909. Diopsiulus sjoestedti ingår i släktet Diopsiulus och familjen Stemmiulidae. Inga underarter finns listade i Catalogue of Life.